# Superpuchar Polski 1994
L'8ª edizione della Supercoppa di Polonia  si è svolta il 24 luglio 1994, dopo un anno di stop. Nella stagione 1993/94 il Legia Varsavia ha ottenuto il double, vincendo sia il campionato che la coppa nazionale. Allo Stadion im. Kazimierza Górskiego di Płock si scontrano quindi il Legia Varsavia e l'ŁKS Łódź, in quanto finalista della coppa nazionale.
A vincere il trofeo è stato, per la seconda volta nella sua storia, il Legia Varsavia.

## Tabellino
| Arbitro: | Kostrzewski |

|                                                                |           |                                                           |
| R.Michalski 2’, 78’ Podbrożny 23’ (rig.), 70’, 81’ Mięciel 74’ | Marcatori | 41’ (rig.), 85’ Leszczyński 51’ Bendkowski 59’ Płuciennik |